# マーティン・クリード
マーティン・クリード（Martin Creed、1968年10月21日-）は、イギリスの美術家。

## 経歴
1968年、イギリスのウェイクフィールドに生まれる。その後ロンドン大学スレード美術学校で1986年から1990年まで学んだ。
1990年代から、後述する『作品番号88、くしゃくしゃに丸めたA4用紙』のように、日用品・文房具など身近なものを素材にした作品を多く制作する。部屋の中のあらゆるものにマイクをとりつけた『作品番号95、所与の空間における全サウンド.増幅』のような音楽作品も手がけ、1994年からはOWADAというバンドを組んでいたことがあり、『1,2,3,4』、『a,b,c』といった曲を発表している。
2001年にはターナー賞を受賞している（受賞したときのプレゼンターはマドンナ）。それまでには一度もノミネートされていなかった。このときにターナー賞展で『作品番号227、ライトが点いたり消えたり』という展示室の照明が5秒毎に点滅しているだけの作品を出品し、これが芸術といえるのか物議をかもした。
2009年5月に広島市現代美術館と東京のヒロミヨシイ画廊で個展が開かれた。特に広島市現代美術館での展覧会は、マーティン・クリードのアジアで初の大規模な個展である。

## 主な作品
作品には通し番号がつけられており、これまでに900以上の作品を制作している。その一部は彼のサイト（外部リンクの節を参照）で見ることができる。
- Work No. 79, Some Blu-tack kneaded, rolled into a ball, and depressed against a wall（作品番号79、こねて、丸めて壁に押し付けたブル・タック）

直径1cmほどの青い粘着材が壁に押しつけられている。
- Work No. 88, A sheet of A4 paper crumpled into a ball（作品番号88、くしゃくしゃに丸めたA4用紙）

その名の通り、白いA4用紙がくしゃくしゃに丸められている作品。
- Work No. 227, The lights going on and off（作品番号227、ライトが点いたり消えたり）

何も置かれていない展示室で5秒ごとに照明が点いたり消えたりするインスタレーション。部屋にはなにも展示されていないがゆえに、鑑賞者は壁や天井などの空間そのものに意識を向けられることになる。
- Work No. 268, Half the air in a given space（作品番号268、与えられた空間のなかの半分の空気）

16インチほどの大きさの黒い（または青い）風船で会場内が埋め尽くされており、観客はそれをかきわけて進んでいくというインスタレーション。風船につめることによって会場内の空気（の半分）を展示したともいえる。
- Work No. 300, the whole world + the work = the whole world（作品番号300、世界全体＋作品＝世界全体）

テート・ブリテンの入り口に、作品名通りの文章をネオンで表示した。
もともとこれは自分の作品を説明するために書いたカタログ用の文章で、あとになって「作品にできる」と思い立ったという。